# Szwaruny (stacja kolejowa)
Szwaruny – zlikwidowana stacja kolejowa w Szwarunach, w gminie Bartoszyce, w powiecie bartoszyckim w województwie warmińsko-mazurskim, w Polsce. Położona na linii kolejowej z Lidzbarka Warmińskiego do Szwarun. Linia ta została ukończona w 1916 roku Linia ta została rozebrana w 1994 roku.